# Förnuft och känsla
Förnuft och känsla (originaltitel: Sense and Sensibility) är en roman från 1811, och den första utgivna romanen av den engelska författaren Jane Austen. Romanen publicerades först under pseudonymen ”A Lady” (En dam). Boken har blivit föremål för en stor mängd filmatiseringar.

## Handling
Romanen handlar om de två systrarna Elinor och Marianne Dashwood. När deras far dör, lovar hans äldste son John – halvbror till Elinor och Marianne – att bidra till systrarna Dashwoods och deras mors försörjning. Efter övertalning från sin hustru sviker han sitt löfte, och Elinor, Marianne, deras lillasyster och deras mor måste flytta till en enkel bostad och påbörja ett nytt liv. 
Intrigen kretsar kring Elinors och Mariannes jakt på kärlek och lycka. Elinor förälskar sig i Edward Ferrars, som gör henne besviken genom att utan anledning dra sig undan. Marianne blir förälskad i den stilige, men opålitlige, John Willoughby, som till slut visar sig ha förlovat sig med en annan.
Bokens titeln syftar på de två systrarnas temperament: Elinor är förnuftig och balanserad, Marianne impulsiv och känslostyrd. Den kan också antas syfta på att en balans mellan förnuft och känsla är den bästa vägen till kärlek och lycka.

## Huvudfigurer

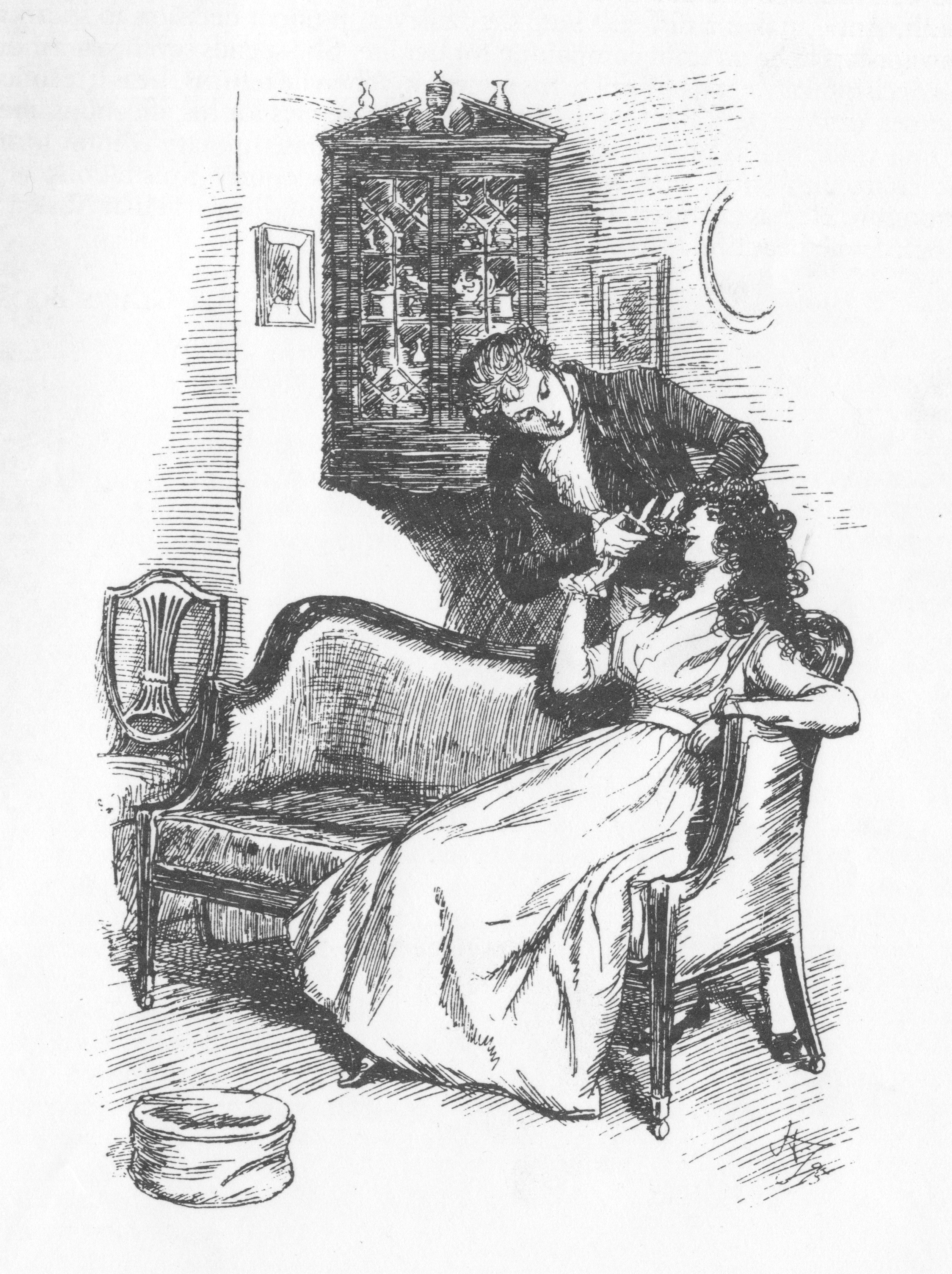
Illustration av Hugh Thomson (1860–1920) med en scen ur kapitel 12.

- Elinor Dashwood, den reserverade äldsta dottern till Mr och Mrs Henry Dashwood. Hon representerar "förnuft" i Austens titel. Hon är 19 år i bokens början.
- Marianne Dashwood, den romantiska och expressiva näst äldsta dottern till Mr och Mrs Henry Dashwood. Hennes omåttliga känslomässighet identifierar henne som "känsla" i Austens titel. Hon är 16 år i bokens början.
- Edward Ferrars, den äldre av Fanny Dashwoods två bröder. Blir förtjust i och vän med Elinor Dashwood.
- John Willoughby, en släkting till Middletons. En stilig ung herre som charmar Marianne och delar hennes artistiska och kulturella fäblesser.
- Överste Brandon, en nära vän till Sir John Middleton. Han är 35 år i bokens början. Brandon förälskar sig i Marianne vid första ögonkastet.

### Övriga rollfigurer i urval
- Henry Dashwood, förmögen herre som avlider i början av berättelsen.
- Mrs Dashwood, Henry Dashwoods andra hustru, som hamnar i en svår situation efter sin makes död. Hon är 40 år i bokens början.
- Margaret Dashwood, Mr och Mrs Henry Dashwoods yngsta dotter. Hon är 13 år i bokens början.
- John Dashwood, Henry Dashwoods son, från hans första äktenskap.
- Fanny Dashwood, John Dashwoods hustru och syster till Edward och Robert Ferrars. Hon är fåfäng, självisk och snobbig.
- Sir John Middleton, en avlägsen släkting till Mrs Dashwood som efter hennes makes död erbjuder henne och hennes tre döttrar ett hus på hans ägor.
- Lady Middleton, Sir John Middletons litet reserverade hustru.
- Mrs Jennings, mor till Lady Middleton och Charlotte Palmer. En änka som spenderar sin tid med att besöka sina döttrars familjer, framförallt Middletons.
- Robert Ferrars, Edward Ferrars och Fanny Dashwoods yngre bror. Han är mest intresserad av status, mode och flärd.
- Mrs Ferrars, Fanny Dashwood, Edward och Robert Ferrars mor.
- Charlotte Palmer, dotter till Mrs Jennings och yngre syster till Lady Middleton.
- Thomas Palmer, make till Charlotte Palmer.
- Lucy Steele, en ung, avlägsen släkting till Mrs Jennings, inte förmögen men dock både tilldragande och manipulativ.

## Produktion och betydelse
Boken publicerades efter att i mer än ett decennium ha legat outgiven. Vid sidan av beskrivningen av systrarnas kärleksbesvär, presenterar boken ett stort antal skarpsynt fångade bifigurer. Detta följer Austens berättarstil med satir och kvickhet som viktiga ingredienser.
Utgivningen av Austens debutroman sammanföll med den romantiska kulturströmningen som var stark under 1810-talet. Originalversionen av boken författades redan 1795, av en då 20-årig Jane Austen, under den sista delen av upplysningstiden. Fram till sekelskiftet 1800 skrev hon två ytterligare romaner som de också fick vänta länge på att bli utgivna.
Boken skildrar en tid när många kvinnor stod utanför arbetsmarknaden och för sin försörjning var beroende av att kunna gifta sig klokt. Beskrivningen av de båda systrarna markerar också skillnaden mellan upplysningstid (personifierad av den förnuftiga och balanserad Elinor) och romantik (inkarnerad av den känslostyrda Marianne). Bokens värld är ett patriarkat och klassamhälle, där tjänare betraktas som egendom och sönerna gynnas av rådande arvslagar; de båda systrarna försöker i sitt handlande göra det bästa av situationen. Austens författande är intellektuellt, i sitt presenterande av känslor, och hon skildrar både riktigt dysfunktionella relationer och egoism.

### Filmatiseringar
Förnuft och känsla är en av Jane Austens mest kända romaner, och den har blivit föremål för ett antal filmatiseringar. Detta inkluderar följande:
- 1950 – The Philco-Goodyear Television Playhouse: Sense and Sensibility med Cloris Leachman som Marianne och Madge Evans som Elinor.
- 1971 – Förnuft och känsla med Joanna David och Ciaran Madden i huvudrollerna som systrarna Elinor och Marianne.
- 1981 – Förnuft och känsla med Irene Richard och Tracey Childs som systrarna Elinor och Marianne Dashwood.
- 1995 – Förnuft och känsla med bland andra Emma Thompson, Kate Winslet, Alan Rickman och Hugh Grant.
- 2008 – Förnuft och känsla med Hattie Morahan och Charity Wakefield i huvudrollerna som systrarna Dashwood.